# Trabant

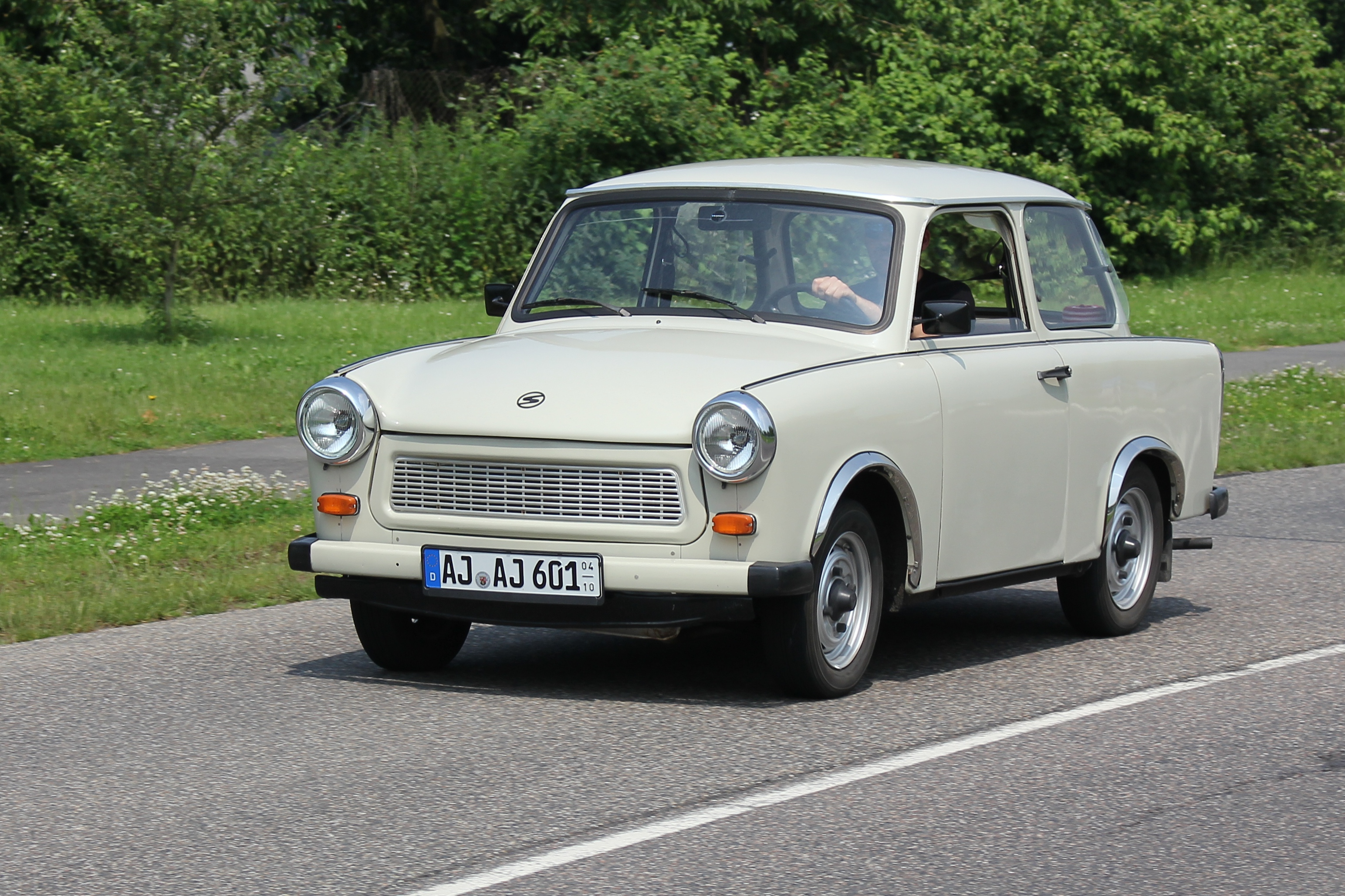
Trabant P601 sedan.

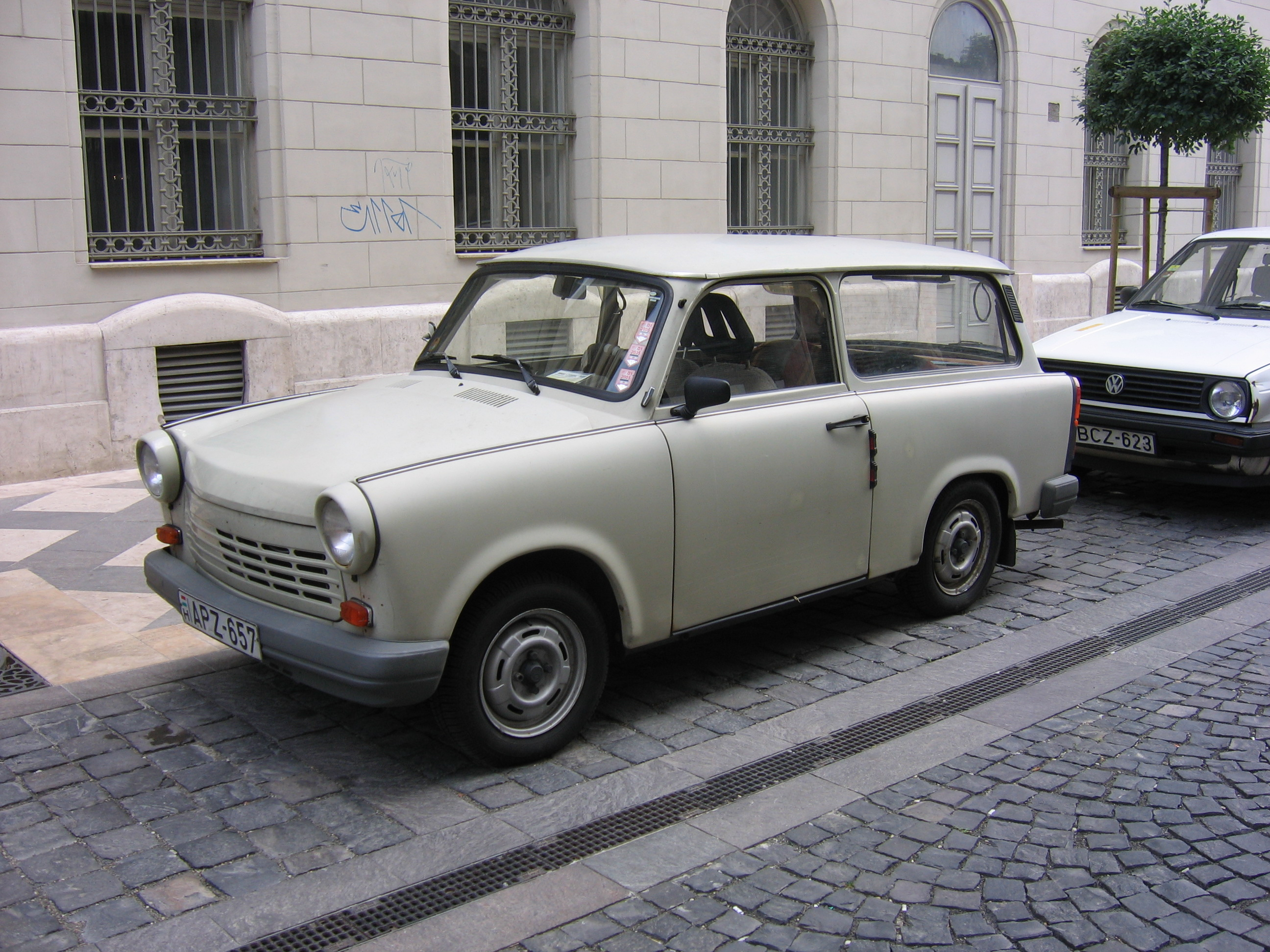
Trabant 1,1 kombi.

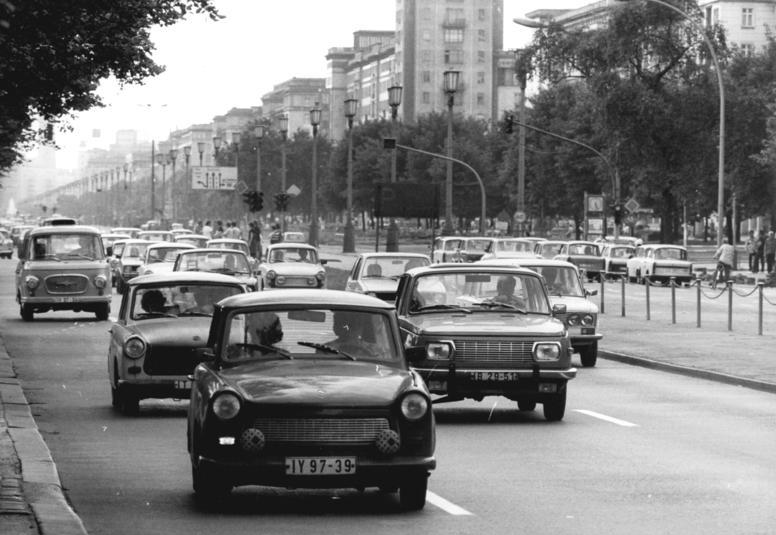
Trabant- och Wartburgbilar i Östberlin i augusti 1982.

Trabant, populärt kallad "Trabi" eller "Trabbi", var ett östtyskt bilmärke från VEB Sachsenring Automobilwerk, en biltillverkare med säte i Zwickau i Sachsen. Trabant började tillverkas 1957 och produktionen varade till 1991. Totalt tillverkades 3 051 385 Trabanter. De exporterade även i större skalor till Rumänien, Tjeckoslovakien, Polen och Ungern. Trabanten hade också en större kusin som heter Wartburg.
Efter andra världskriget började Sachsenring tillverka kopior på en förkrigsmodell av DKW under namnet IFA F8 och F9. Före Trabant kom även en annan bil med plastkaross, såld under namnet Zwickau P70.

## Koncept
Trabanten togs fram under 1950-talet som Östtysklands svar på Västtysklands Volkswagen och visionen om en folkbil. 1954 beslöt politbyrån att tillverka en robust småbil med Lloyd som förebild. Lloyd, en personbil från Bremen, hade firat stora framgångar sedan introduktionen 1950. På grund av den stora råvarubristen i Östtyskland gjordes Trabantens karosspaneler (skärmar, dörrsidor mm) av en speciell och på den tiden modern hårdplast, så kallad duroplast.

### P50
Den första versionen byggdes i 50 exemplar. Namnet Trabant togs fram genom en undersökning. Namnet betyder reskamrat eller medföljare och kan kopplas till den sovjetiska Sputniks popularitet vid samma tid. Trabanten ställdes ut på Leipzigmässan. I samband med serieproduktionen lades Werke AWZ (f.d. Audi) samman med Sachsenring (f.d. Horch) till VEB Sachsenring Automobilwerke Zwickau. Senare tillkom en kombimodell.

### Trabant 601
Efter tidiga varianter kom i början av 1960-talet den Trabantmodell som kom att se likadan under hela den resterande DDR-tiden, nämligen Trabant 601. Trabanten var mycket liten och blev snabbt omodern. Bilen var framhjulsdriven och hade en tvåcylindrig motor av tvåtaktstyp, de sista årgångarna hade motorn en cylindervolym på 0,6 liter med en effekt på 19 kW (26 hk). Utvecklingen under den resterande tillverkningstiden sträckte sig enbart till några få detaljer. Den fanns även i en kombi-version. Ett populärt namn på bilen i väst var "leukoplastbomber". 
Väntetiderna på den östtyska folkbilen var mycket långa; ansökande kunde få vänta i upp till 15 år på en bil. Det var dock den enda bil som fanns att köpa utan att ha högre position i samhället. Det andra bilmärket som tillverkades i DDR - Wartburg - var lite mer exklusivt, även om den för västeuropéer framstod som en väldigt enkel bil. För partifunktionärerna importerades ett fåtal av utländska modeller som Citroën GS och Volvo 244 DLS (som var en specialmodell för export).

### Trabant 1.1

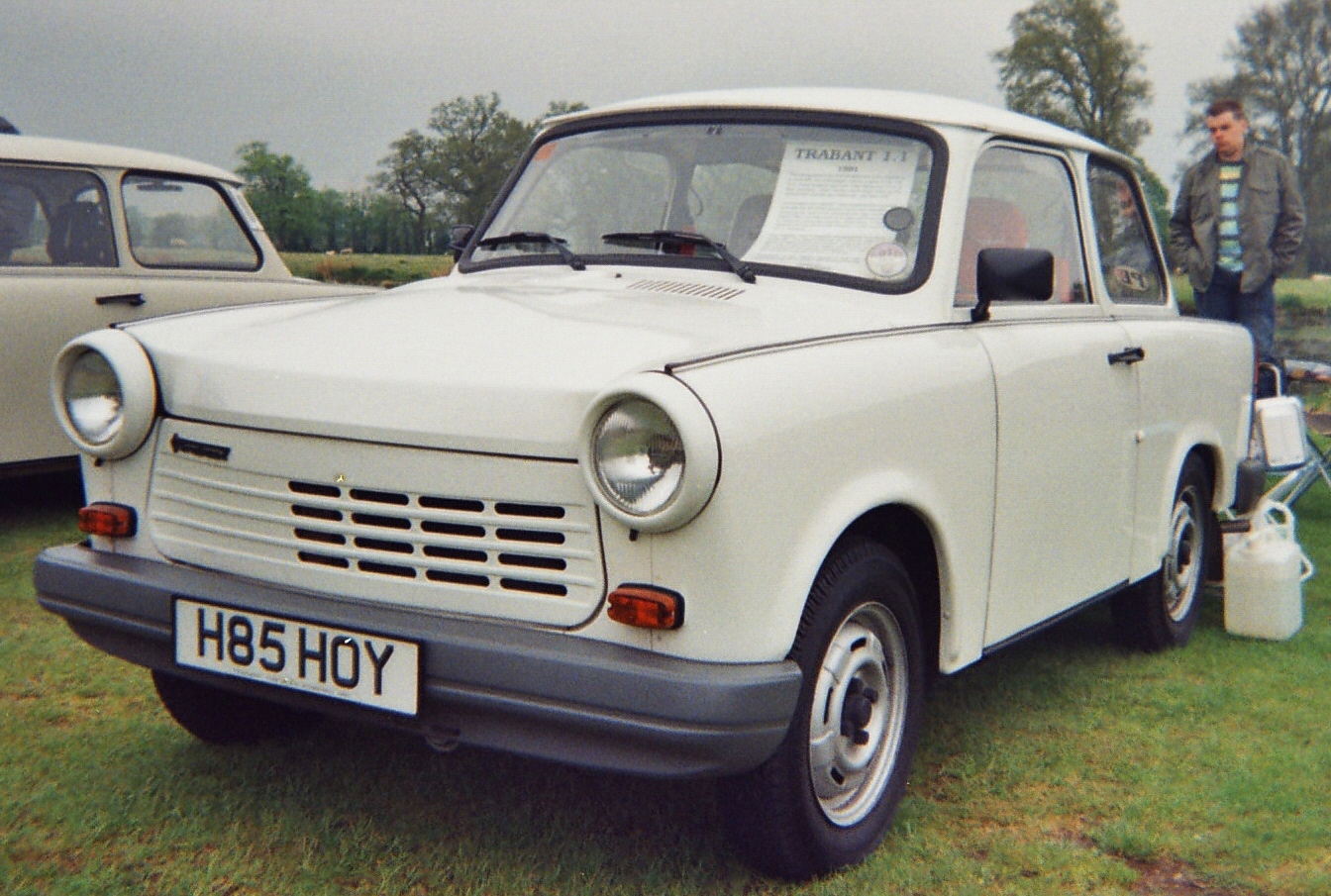
Trabant 1.1

1988 kom Trabant 1.1 som var en något vidareutvecklad variant med ny inredning och genom motorer och växellådor som man lånat från västtyska Volkswagen Polo. När muren föll var snart också Trabantens dagar räknade och den 30 april 1991 tillverkades den sista Trabanten. Trabanten fick snabbt ett stort värde som kultbil och årligen sker stora Trabant-träffar där olika specialversioner visas upp. Trabanten ses dock inte med blida ögon i Tyskland då bilen är klassad som en miljöbov på grund av sina stora utsläpp. Detta gäller framför allt tvåtaktaren medan fyrtaktaren ligger något bättre till även om den också saknar avgasrening. Tillverkningen skedde på fabriken Sachsenring, där man numera tillverkar komponenter för dagens tyska bilindustri.
På bilsalongen i Frankfurt 2007 visade den tyska modellbilstillverkaren Herpa en ny Trabant i miniformat kallad Nya Trabi. En konceptbil i verklig storlek presenterades på samma bilsalong 2009 under namnet Trabant nT, vilken Herpa utvecklat tillsammans med specialbiltillverkaren Indi-Kar och verkstadsföretaget IAV. Bilen, som presenterades som en elbil är tänkt att börja produceras 2010.

### P610

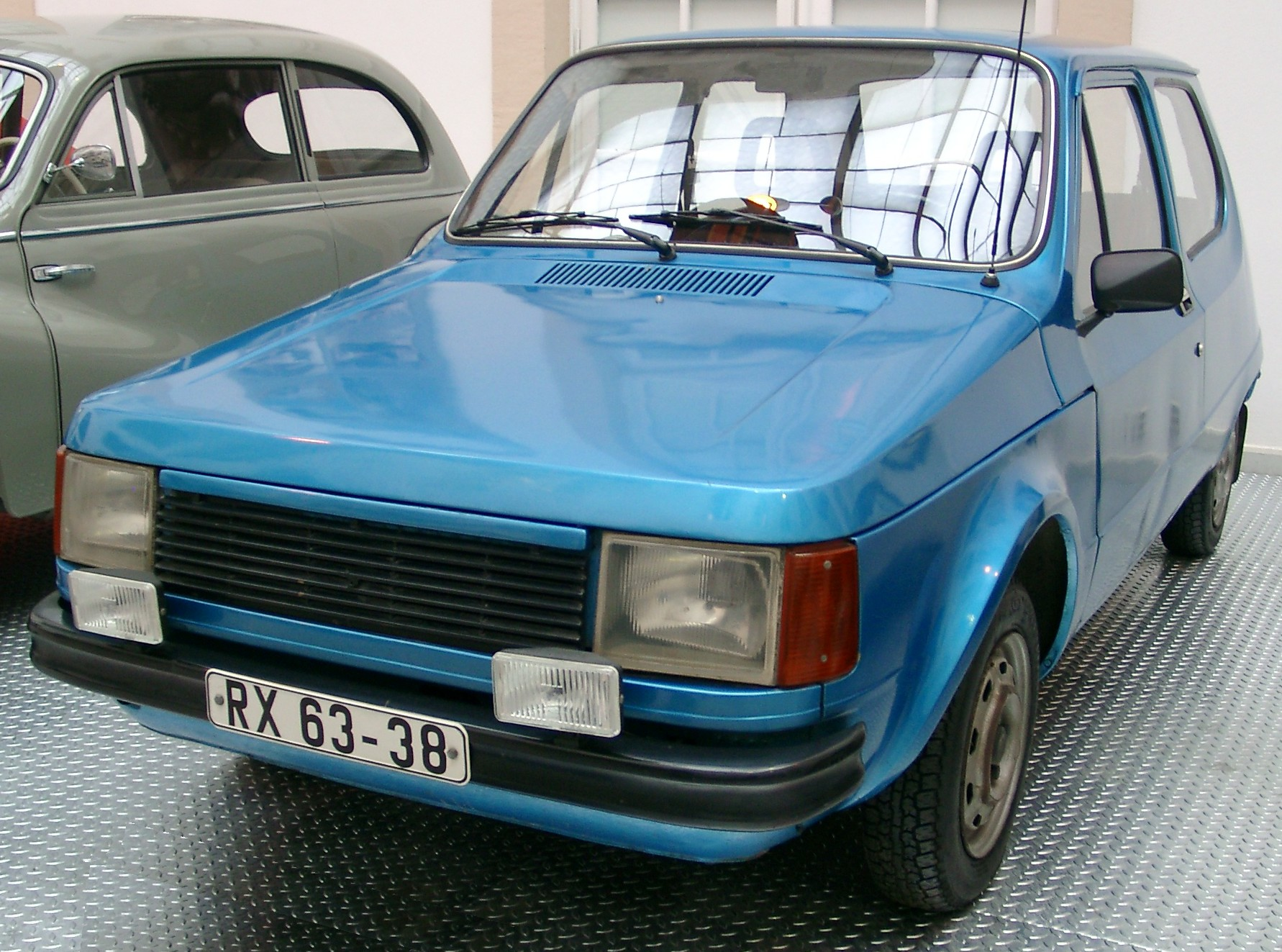
Prototypen 1100.

P610 var tänkt som en ersättare till Trabant 601. Bilen skulle tas fram i samarbete med Automobilwerk Eisenach (AWE) och Skodaverken i Tjeckoslovakien. Protoypen 610 och senare kallad P 1100/1300 var en modern tredörrars bil med likheter med Volkswagen Golf. Man utvecklade flera prototyper men detta till trots lades projektet ner 1979 av SED:s politbyrå. Då hade man lagt ner 35 miljoner mark i projektet med tänkt start för serietillverkning 1984.

## Trabantens betydelse
Till en början var Trabant firad som en östtysk folkbil och som steget för många in i bilvärlden. Men efterhand som modellen åldrades och inte moderniserades eller fick en efterföljare blev den en symbol för det stagnerade östtyska samhällssystemet. Bilen hade förutom Wartburg ingen konkurrens och köerna kom därför att bli långa för att köpa en Trabant. Ett stort problem var även bristen på reservdelar. Efter murens fall försvann på några år den bil som tidigare dominerat gatorna i östra Tyskland. Samtidigt har flera så kallade Trabantklubbar bildats sedan den sista Trabanten tillverkades 1991.
Ironiskt nog fick Trabanten efter murens fall en kultstatus som symbol för återföreningen. I Västtyskland och även andra länder i Västeuropa hade Trabant inte sålts tidigare, och när de tidigare DDR-invånarna ville byta till modernare bilar från väst var det stort utbud på begagnade Trabant. Att i väst kunna köpa en så typisk östbil sågs som ett tecken på återföreningen. Många av dessa bilar blev senare använda som reklamskyltar eller uppställda, eftersom det var en opraktisk bil att använda i dagligt bruk och samtidigt för ny och vanlig för att fungera som veteranbil.